# Stazione di Ponte dell'Olio
La stazione di Ponte dell'Olio era la stazione ferroviaria che serviva l'omonimo centro abitato, passante della linea Piacenza-Bettola della SIFT.
La stazione si trova nel centro del paese, in via Roma, non lontano dalla sede del Comune.
Oltre alle due stazioni di testa, era l'unica stazione della linea Piacenza-Bettola ad essere classificata di categoria A e, quindi, disponeva di sale d'attesa di prima e seconda classe e di caffè.

## Storia
La stazione fu inaugurata il 21 aprile 1932 in sostituzione dell'analogo impianto della tranvia Piacenza-Bettola, che era posizionata in un'altra zona del paese, vicino alla chiesa di San Rocco, in concomitanza con l'inaugurazione della neonata linea ferroviaria. L'effettiva entrata in uso avvenne però solo a partire dal 27 settembre 1933.
Il 7 novembre 1944 la stazione fu bombardata da aerei alleati: nell'azione, che distrusse anche il ponte ferroviario sul Nure, trovarono la morte tre civili oltre al pilota di uno di questi aerei che cadde nel greto del torrente, poche centinaia di metri più a valle.
Dopo la fine della guerra il servizio riprese nel 1947. A causa dell'impossibilità di utilizzo del ponte, non ancora ricostruito, il servizio fu diviso i due tronconi, tra Bettola e Ponte dell'Olio e tra Cave Albarola e Piacenza: la stazione di Ponte dell'Olio divenne così stazione di testa, con i treni che si fermavano qualche centinaio di metri più a valle e facevano scendere i passeggeri diretti a Piacenza, i quali attraversavano a piedi il ponte stradale per poi prendere la coincidenza a Cave Albarola. Con la sistemazione del ponte la stazione torno a svolgere il compito originale.
Con la soppressione della ferrovia, a causa dei debiti della SIFT e dell'orientamento dell'epoca, la stazione fu chiusa il 30 aprile 1967.
Dopo la chiusura il relativo fabbricato viaggiatori venne in seguito riconvertito in bar.

## Strutture e impianti
La stazione disponeva di uno scalo merci con un piano di carico dotato di un frantoio, collegato, tramite una teleferica lunga 9 km, alla miniera di Rio Ogone, nel territorio comunale di Bettola.

## Servizi
La stazione disponeva di:
- Bar
- Sala d'attesa